# Diomedão

Mundo Egeu durante a Guerra do Peloponeso

Diomedão (em grego: Διομέδων; romaniz.: Diomédon) foi um comandante ateniense do século V a.C., ativo durante os últimos anos da Guerra do Peloponeso. Aparece pela primeira vez em 412 a.C., quando foi enviado como comandante duma frota da Jônia. Envolveu-se nas campanhas para suprimir a revolta de Quios, travando inúmeros confrontos e conquistando vários territórios. No inverno de 411 a.C., comandou uma esquadra contra a ilha rebelde de Rodes e em 410 a.C., junto de outros oficiais leais a democracia ateniense, suprimiu a conspiração oligárquica em Samos.

## Biografia
Aparece pela primeira vez em 412 a.C., logo após o desastre da Expedição à Sicília, comandando 10 trirremes para defender Teos, na Jônia. Depois, partindo de Atenas com 16 navios, conseguiu alçar e capturar quatro trirremes duma frota quiana proveniente de Anaia, embora a tripulação escapou, e então aportou em Samos. À época, Quios estava em revolta contra a autoridade ateniense e, com apoio de 30 navios espartanos liderados pelo perieco Diníadas, atacaram as cidades lésbicas de Metímna, que recebeu uma guarnição de quatro navios, e a capital Mitilene. Concomitantemente, um exército formado pelos aliados de Quios marchou sob comando do oficial espartano Eualas, que tomou as cidades de Erítras, Clazômenas, Foceia e Cime. Dois dias depois, contudo, uma frota de 25 navios comandados por Diomedão e Leão alcançou Lesbos sem ser descoberta. Eles conseguiram recuperar Mitilene destruindo o destacamento quiano do porto, e começaram a colocar ordem no país. Estabilizada a situação, os oficiais prepararam-se para a ofensiva.

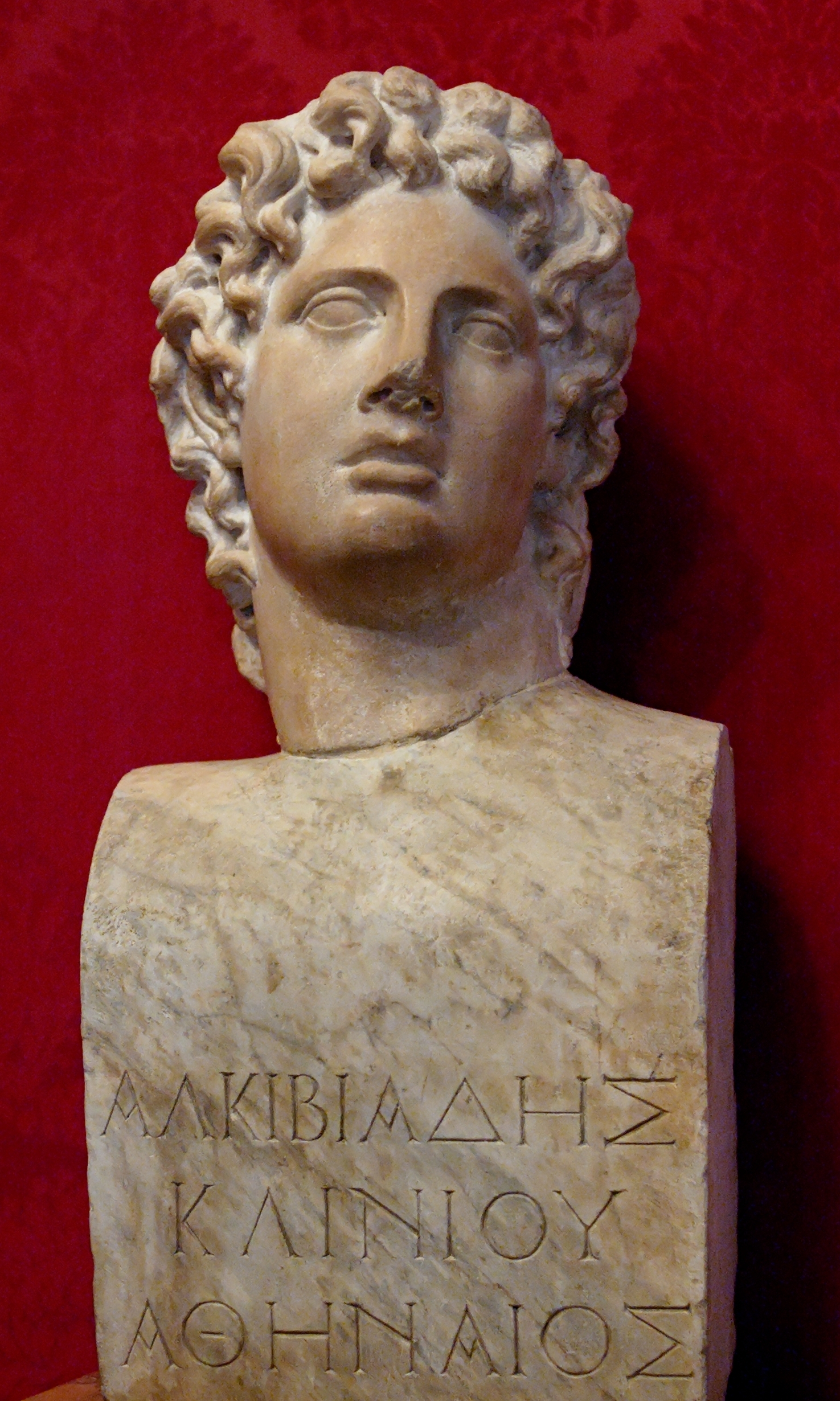
Busto de Alcibíades

Diomedão e Leão pretendiam atacar Quios e para isso conquistaram alguns territórios vizinhos. A primeira área a ser tomado foi a cidade de Clazômenas. Depois, tomaram as ilhas Enussas e as cidades fortificadas de Sidussa e Pteleu, ambas na península de Erítras, podendo então conduzir um bloqueio próximo e assaltos marítimos. Os atenienses conseguiram vários vitórias contra os quianos e quando eles deixaram de reagir, os almirantes invadiram Quios, saqueando e capturando o país. Nos meses seguintes ambos os oficiais não são citados, provavelmente indicando que teriam sido substituídos e reconvocados para Atenas com alguns navios. No final do inverno de 411 a.C., os almirantes Frínico e Escirônides, sob acusação de traírem o rebelde cário Amorges e perderem Iaso, foram depostos em detrimentos de Diomedão e Leão. Aos novos comandantes foi concedido o comando duma força ateniense que tempos depois viria a atacar Rodes, que também entrou em revolta, mesmo enquanto os navios peloponésios estavam atracados na costa. Aparentemente permaneceram inativos em Samos durante a temporada de 411 a.C., sob comando de Pisandro.
Em 410 a.C., com a partida de Pisandro, Diomedão e Leão contactaram os almirantes Trasíbulo e Trasilo e, com ajuda deles, sufocaram uma conspiração oligárquica sâmia que pretendia derrubar a democracia ateniense. Depois disso, ao saberem que instaurou-se em Atenas o regime oligárquico dos Quatrocentos, estes oficiais ergueram o estandarte da democracia independente no exército e reconvocaram Alcibíades, que pouco antes havia sido exilado. Apesar de não terem sido mencionados nas campanhas posteriores no Helesponto, William Smith supõe que Diomedão estive entre os comandantes da batalha de Cinossema e que manteve-se ativo durante o período inteiro do comando de Alcibíades. Em 407 a.C., após a batalha de Nócio e a queda de Alcibíades, Diomedão estava entre os generais nomeados em seu lugar. Em 406 a.C., perdeu 10 de seus 12 navios tentando resgatar o almirante Conon que estava sendo sitiado em Mitilene por Calicrátidas. Na subsequente batalha de Arginusas, Diomedão estava entre os comandantes. Esteve entre os oficiais vítimas das maquinações do partido oligárquico, e foi executado no mesmo ano.